# Няо
Ня́о (ест. Näo küla) — село в Естонії, у волості Тапа повіту Ляене-Вірумаа.

## Населення
Чисельність населення на 31 грудня 2011 року становила 72 особи.

## Історія
З 1 листопада 1993 до 21 жовтня 2005 року село входило до складу волості Саксі.